# 奥恩河
奥恩河（法語：Orne，法語發音：[ɔʁn] ⓘ）是法国诺曼底大区奥恩省与卡尔瓦多斯省的一条沿海河流，长169.6千米，发源自奥恩河畔欧努，于维斯特雷阿姆流入英吉利海峡。